# Marija Borissowna Strelenko
Marija Borissowna Strelenko (russisch Мария Борисовна Стреленко, wiss. Transliteration Marija Borisovna Strelenko; * 16. Juni 1976 in Leningrad; † 13. Januar 2011 in Sankt Petersburg) war eine russische Biathletin.

## Leben
Marija Strelenko war Sportsoldatin und startete auch für einen Armeesportklub. Sie begann 1990 mit dem Biathlonsport. Gegen Ende der Saison 1998/99 gab sie am Holmenkollen in Oslo ihr Debüt im Biathlon-Weltcup und verpasste als 30. des Sprints um fünf und als 26. der Verfolgung nur um einem Platz den Gewinn erster Weltcuppunkte. Diesen erreichte die Russin in ihrem dritten Rennen als 25. des ersten Rennens, einem Einzel in Hochfilzen, der Saison 1999/2000. Hier kam sie neben Galina Kuklewa, Swetlana Tschernoussowa und Albina Achatowa auch erstmals in der Staffel zum Einsatz, mit der sie den dritten Platz belegte. Es folgte Strelenkos erfolgreichstes Weltcup-Wochenende in Pokljuka. Die Russin wurde hinter Magdalena Forsberg Zweite im Sprint und erreichte damit ihr bestes Weltcup-Ergebnis überhaupt. In der Verfolgung fiel sie auf Platz zwölf zurück, gewann aber zum Abschluss mit Achatowa, Kuklewa und Swetlana Ischmuratowa das Staffelrennen. Im weiteren Saisonverlauf folgte nochmals ein zweiter Platz mit der Staffel in Antholz. Höhepunkt der Saison wurden die Biathlon-Weltmeisterschaften 2000 in Oslo, bei denen Strelenko im Einzel eingesetzt wurde und auf den 20. Platz lief.
Nach einem erneuten guten Start in die folgende Saison mit einem achten Platz im Einzel, einem elften Platz im Sprint und Rang vier mit der russischen Staffel folgte wieder eine gute Saison mit mehreren Ergebnissen in den Punkten. Nach Platz 29 in der Vorsaison kam sie in der Gesamtwertung des Weltcups in dieser Saison auf den 35. Platz. In Pokljuka nahm sie an den Biathlon-Weltmeisterschaften 2001 teil und kam erneut einzig im Einzel zum Einsatz, das sie auf Rang 15 beendete. Weniger erfolgreich verlief für Strelenko die Saison 2001/02. Sie kam einzig auf der sechsten Weltcup-Station in Antholz zum Einsatz und platzierte sich dort nur in einem Rennen als 28. der Verfolgung in den Punkten. Auch mit der Staffel erreichte sie einen für russische Ansprüche weniger guten sechsten Platz. Abschluss der internationalen Karriere wurden die Biathlon-Europameisterschaften 2003 in Forni Avoltri, bei denen die Russin sowohl im Sprint als auch in der Verfolgung 18. wurde.
Am 13. Januar 2011 erlag Marija Strelenko einer Krebserkrankung.

## Biathlon-Weltcup-Platzierungen
Die Tabelle zeigt alle Platzierungen (je nach Austragungsjahr einschließlich Olympische Spiele und Weltmeisterschaften).
- 1.–3. Platz: Anzahl der Podiumsplatzierungen
- Top 10: Anzahl der Platzierungen unter den ersten zehn (einschließlich Podium)
- Punkteränge: Anzahl der Platzierungen innerhalb der Punkteränge (einschließlich Podium und Top 10)
- Starts: Anzahl gelaufener Rennen in der jeweiligen Disziplin

| Platzierung                                         | Einzel | Sprint | Verfolgung | Massenstart | Team | Staffel | Gesamt |
| --------------------------------------------------- | ------ | ------ | ---------- | ----------- | ---- | ------- | ------ |
| 1. Platz                                            |        |        |            |             |      | 1       | 1      |
| 2. Platz                                            |        | 1      |            |             |      | 1       | 2      |
| 3. Platz                                            |        |        |            |             |      | 1       | 1      |
| Top 10                                              | 1      | 1      |            | 1           |      | 5       | 8      |
| Punkteränge                                         | 5      | 4      | 7          | 5           |      | 5       | 26     |
| Starts                                              | 9      | 17     | 16         | 5           |      | 5       | 52     |
| Stand: nach Karriereende; Daten wohl nicht komplett |        |        |            |             |      |         |        |